# Lucky Strike

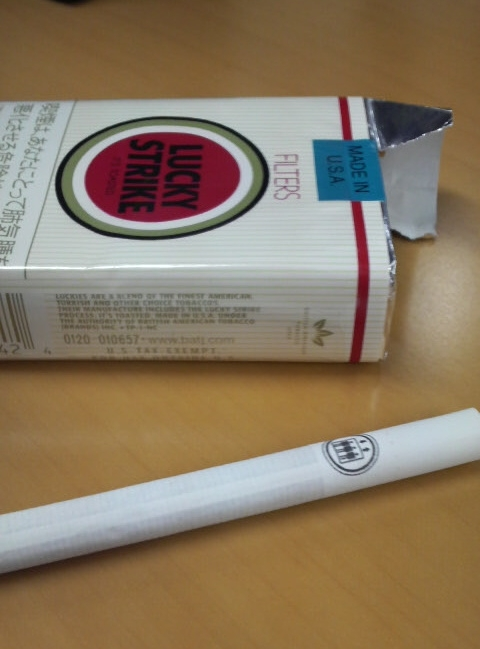
Lucky Strike s bílým filtrem

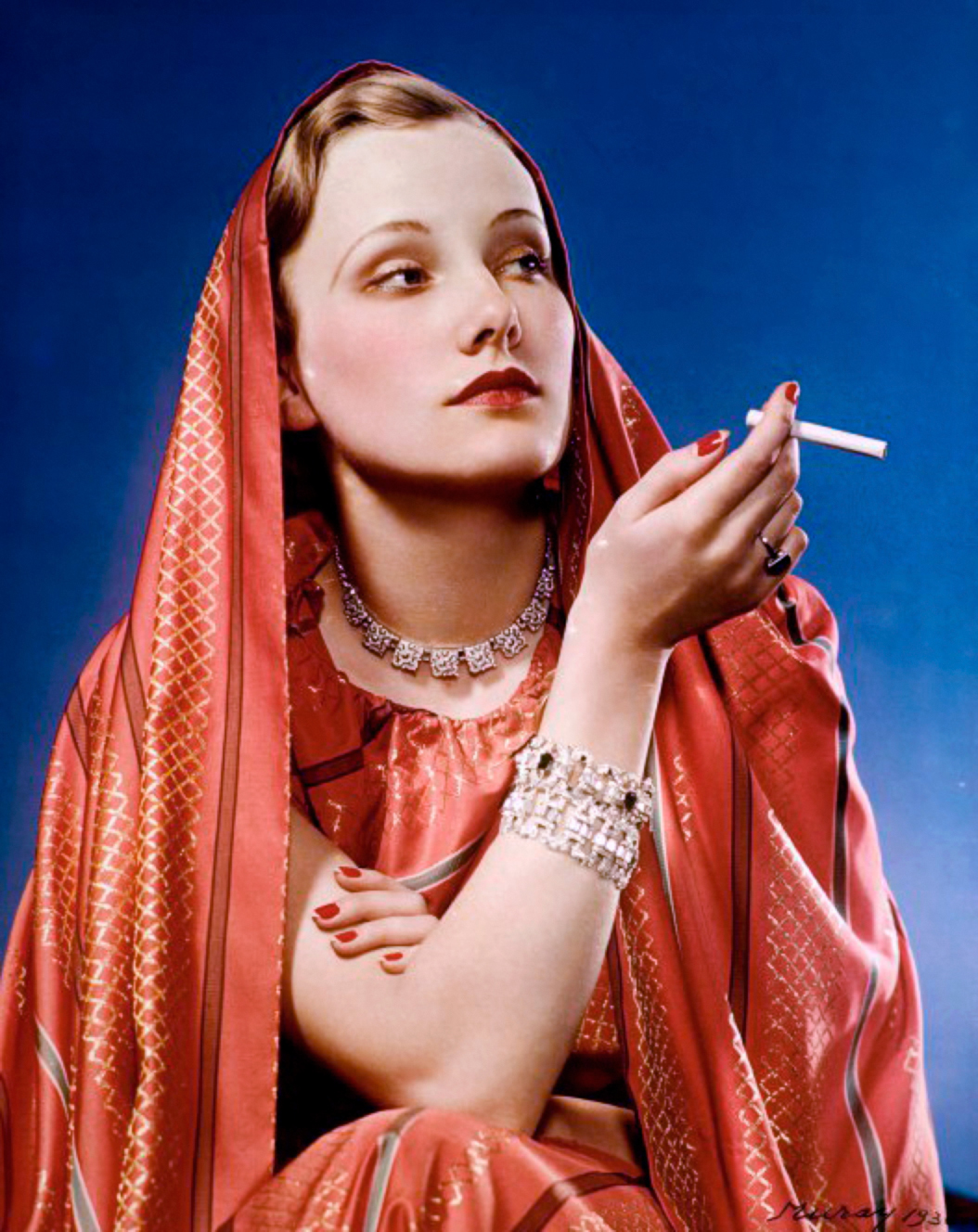
Nickolas Muray: Reklama na Lucky Strike, 1936

Lucky Strike je značka cigaret vyráběná firmou British American Tobacco. Jsou plněny směsí tabáků Virginia, Burley a Oriental, základní červená varianta obsahuje 10 mg dehtu a 0,8 mg nikotinu.
Značku začal vyrábět v Richmondu roku 1871 R. A. Patterson původně jako žvýkací tabák, v roce 1905 ji odkoupila společnost American Tobacco Company a přeorientovala se na výrobu cigaret. V meziválečné Americe se značka prosadila na trhu díky rozsáhlé reklamní kampani, do níž se zapojil tenorista Giovanni Martinelli (ačkoli sám byl prý nekuřák). Lucky Strike také sponzorovala populární rozhlasové hudební pořady Your Hit Parade a The Jack Benny Program. Reklamní slogany zněly „It's Toasted“ (narážka na sušení tabáku žárem, které mu mělo dodávat plnější chuť) a později „L.S.M.F.T.“ („Lucky Strike Means Fine Tobacco“ — „Lucky Strike znamená kvalitní tabák“).
V roce 1942 změnila značka barvu balíčků z tmavě zelené na bílou s červeným kruhem (autorem designu byl reklamní výtvarník Raymond Loewy), údajně proto, že chromoxid tupý používaný jako barvivo se za války stal nedostupnou strategickou surovinou. Hlavním důvodem byl ale průzkum, podle něhož byla červenobílá kombinace přitažlivější pro ženské zákaznice, které představovaly nový trh. Cigarety Lucky Strike byly součástí základního přídělu amerických vojáků (tzv. C-ration).
Název Lucky Strike znamená „Šťastná trefa“ a byl inspirován dobovým rozvojem zlatokopectví. Později však vznikla městská legenda, podle které se dá v balíčku čas od času najít jako bonus joint.
V letech 1999 až 2005 sponzorovala British American Tobacco stáj Formule 1 British American Racing, jejíž vozy nesly reklamu na Lucky Strike. Malíř Stuart Davis vytvořil roku 1921 kubistický obraz Lucky Strike. O cigaretách se ve svých písních zmiňují Tom Waits, Billy Joel a ZZ Top. Kouří je také Johnny Depp ve filmu Devátá brána. Jeden z táborů americké armády během Bitvy o Normandii se jmenoval Camp Lucky Strike.